# Anísio Teixeira
Anísio Spínola Teixeira (12 de julio de 1900 - 11 de marzo de 1971) fue un educador, jurista y escritor brasileño. Fue uno de los reformadores de la educación brasileña de principios del siglo XX, siendo defensor de educación progresista en el país. Fue uno de los cofundadores de la Universidad del Distrito Federal, en 1935, y de la Universidad de Brasilia en 1960.

## Biografía
Teixeira nació en Caetité, en el estado de Bahía, hijo de una influyente familia terrateniente. Estudió en los colegios jesuitas de su ciudad natal y en Salvador y se licenció en Derecho en la Universidad Federal de Río de Janeiro en 1922.
Comenzó a trabajar como inspector general de educación del estado de Bahía en 1924, y visitó Europa entre 1925 y 1927, estudiando el sistema educativo de varios países.
Creía que la educación debería ser pública, gratuita y laicista, en sintonía con una sociedad industrializada en desarrollo, sin centrarse en la memorización, pero permitiendo el desarrollo del estudiante. Fue uno de los signatarios del Manifesto dos Pioneiros da Educação Nova (Manifiesto de los Pioneros para una Nueva Educación), que aboga por cambios en la educación brasileña.
Fundó la Universidade do Distrito Federal en 1935, con base en los principios de la Nueva Escuela, que se encontró con una fuerte oposición de los educadores religiosos y sectores del gobierno de Getúlio Vargas. Renunció a la cátedra de Director de Educación en 1939 y regresó a Bahía, donde fue invitado por el gobernador Octávio Mangabeira para trabajar como secretario de Estado de Educación. Allí implementó la Escola Parque (escuela del parque) en Salvador.
En 1951, fue nombrado director del Instituto Nacional de Estudos e Pesquisas (INEP). Después de que la capital brasileña se trasladara de Río a Brasilia, Teixeira, junto con Darcy Ribeiro y otras personas, planeó una nueva universidad para la ciudad. La Universidad de Brasilia fue fundada en 1961, con Teixeira como su primer rector.
Después del golpe de Estado brasileño de 1964, dejó el cargo y se fue a los Estados Unidos, enseñando en las Universidades de Columbia y California. De regreso a Brasil en 1966, se convirtió en consultor de la Fundación Getúlio Vargas.

## Muerte
Teixeira murió en 1971, en circunstancias no muy claras. Su cuerpo fue encontrado en un ascensor en la Avenida Rui Barbosa, en Río de Janeiro. A pesar del informe de muerte accidental, se sospecha que fue víctima de las fuerzas represivas del gobierno del general Emílio Garrastazu Médici.